# Brommella hellenensis
Brommella hellenensis es una especie de Arachnida del género Brommella, de la familia Dictynidae, del orden Araneae.

## Distribución
Es una especie endémica de Grecia.

## Taxonomía
Fue descrita científicamente por Jörg Wunderlich en 1995. 
Tratamiento taxonómico
La especie aparece registrada y publicada en la publicación alemana Beschreibung einer bisher unbekannten art der gattung Bromella Tullgren 1948 aus Griechenland (Arachnida: Araneae: Dictynidae). Beiträge zur Araneologie, 4(1994), 715-718.